# Le Noyer-en-Ouche
Le Noyer-en-Ouche est une commune française située dans le département de l'Eure, en région Normandie.

## Géographie

### Localisation
Le Noyer-en-Ouche est une commune du Centre du département de l'Eure, dans le pays d'Ouche, situé à 16 km au sud-est de |Bernay, 30 km à l'ouest d'Évreux, 54 km au sud-ouest de Rouen et 117 km à l'ouest de Paris.
Il est desservi par la RD 140 qui le relie à Bernay et à Conches-en-Ouche.

### Communes limitrophes
|                                            | Mesnil-en-Ouche (comm. dél. de Gouttières), Beaumont-le-Roger | Grosley-sur-Risle                                |
| Mesnil-en-Ouche (comm. dél. de Beaumesnil) | Noyer-en-Ouche                                                | Grosley-sur-Risle                                |
| Mesnil-en-Ouche (comm. dél. de Thevray)    | Mesnil-en-Ouche (comm. dél. de Thevray)                       | Mesnil-en-Ouche (comm. dél. d'Ajou), La Houssaye |

### Hydrographie
La commune est située dans le bassin Seine-Normandie. Elle est drainée par la Risle et la Bave,.
La Risle, d'une longueur de 145 km, prend sa source dans la commune de Planches et se jette dans la Seine à Berville-sur-Mer, dont elle est considérée comme le dernier affluent.Les caractéristiques hydrologiques de la Risle sont données par la station hydrologique située sur la commune de Barquet. Le débit moyen mensuel est de 1,85 m3/s. Le débit moyen journalier maximum est de 16,9 m3/s, atteint lors de la crue du 19 janvier 2024. Le débit instantané maximal est quant à lui de 19,1 m3/s, atteint le même jour.

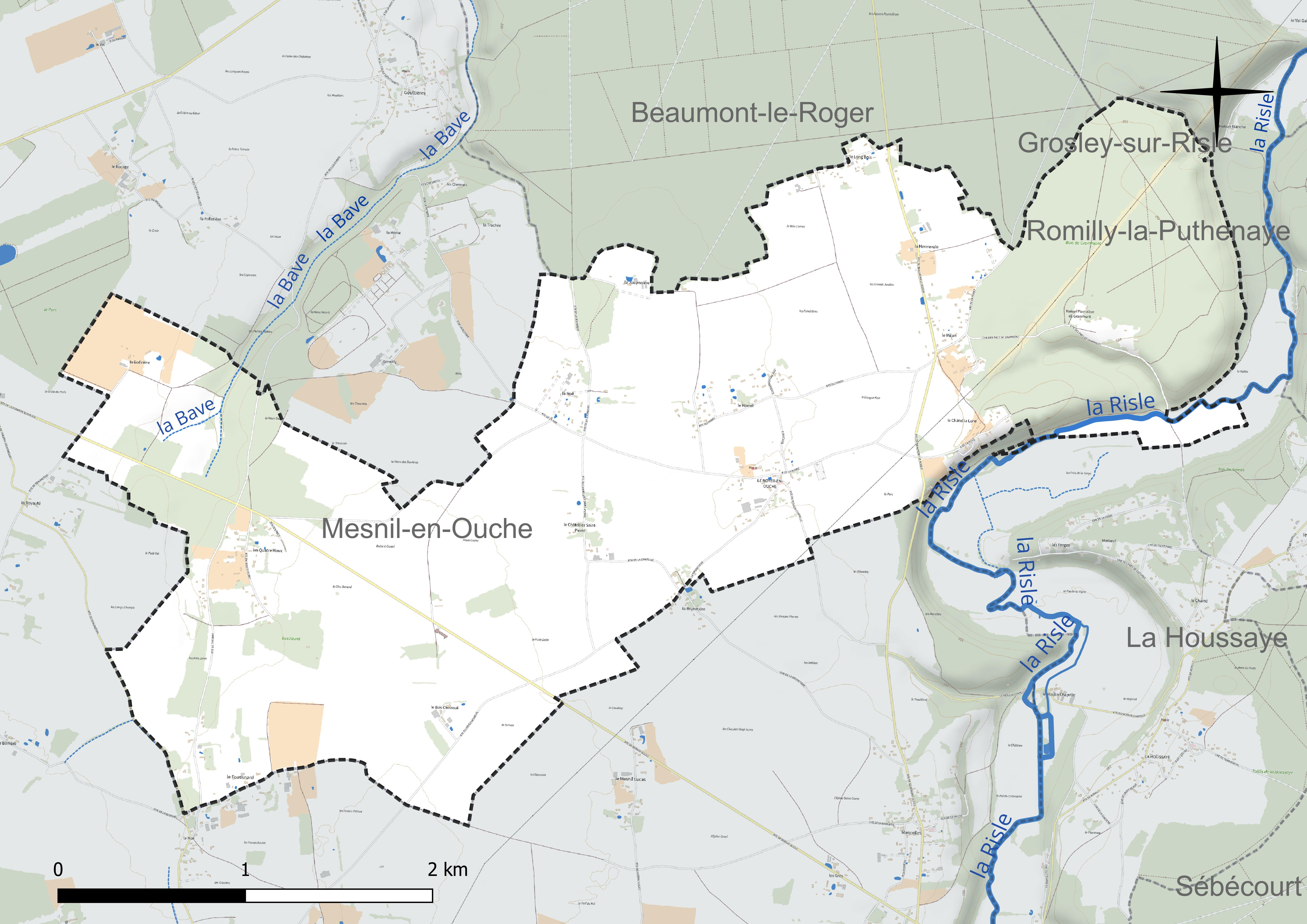
Réseau hydrographique du Noyer-en-Ouche.

La Bave, d'une longueur de 12 km, prend sa source dans la commune  et se jette  dans la Risle à Beaumontel, après avoir traversé quatre communes.

### Climat
Pour des articles plus généraux, voir Climat de la Normandie et Climat de l'Eure.
En 2010, le climat de la commune est de type climat océanique dégradé des plaines du Centre et du Nord, selon une étude du CNRS s'appuyant sur une série de données couvrant la période 1971-2000. En 2020, Météo-France publie une typologie des climats de la France métropolitaine dans laquelle la commune est exposée à un climat océanique et est dans la région climatique Côtes de la Manche orientale, caractérisée par un faible ensoleillement (1 550 h/an) ; forte humidité de l’air (plus de 20 h/jour avec humidité relative > 80 % en hiver), vents forts fréquents. Parallèlement le GIEC normand, un groupe régional d’experts sur le climat, différencie quant à lui, dans une étude de 2020, trois grands types de climats pour la région Normandie, nuancés à une échelle plus fine par les facteurs géographiques locaux. La commune est, selon ce zonage, exposée à un « climat des plateaux abrités », correspondant aux plaines agricoles de l’Eure, avec une pluviométrie beaucoup plus faible que dans la plaine de Caen en raison du double effet d’abri provoqué par les collines du Bocage normand et par celles qui s’étendent sur un axe du Pays d'Auge au Perche.
Pour la période 1971-2000, la température annuelle moyenne est de 10,3 °C, avec  une amplitude thermique annuelle de 14,2 °C. Le cumul annuel moyen de précipitations est de 725 mm, avec 11,7 jours de précipitations en janvier et 8,3 jours en juillet. Pour la période 1991-2020, la température moyenne annuelle observée sur la station météorologique la plus proche, située sur la commune de Bernay à 16 km à vol d'oiseau, est de 10,9 °C et le cumul annuel moyen de précipitations est de 666,9 mm,. Pour l'avenir, les paramètres climatiques de la commune estimés pour 2050 selon différents scénarios d’émission de gaz à effet de serre sont consultables sur un site dédié publié par Météo-France en novembre 2022.

## Urbanisme

### Typologie
Au 1er janvier 2024, Le Noyer-en-Ouche est catégorisée commune rurale à habitat très dispersé, selon la nouvelle grille communale de densité à 7 niveaux définie par l'Insee en 2022.
Elle est située hors unité urbaine et hors attraction des villes,.

### Occupation des sols
L'occupation des sols de la commune, telle qu'elle ressort de la base de données européenne d’occupation biophysique des sols Corine Land Cover (CLC), est marquée par l'importance des territoires agricoles (76,6 % en 2018), une proportion identique à celle de 1990 (76,6 %). La répartition détaillée en 2018 est la suivante : 
terres arables (58,6 %), forêts (23,4 %), prairies (12,4 %), cultures permanentes (3,1 %), zones agricoles hétérogènes (2,6 %). L'évolution de l’occupation des sols de la commune et de ses infrastructures peut être observée sur les différentes représentations cartographiques du territoire : la carte de Cassini (XVIIIe siècle), la carte d'état-major (1820-1866) et les cartes ou photos aériennes de l'IGN pour la période actuelle (1950 à aujourd'hui).

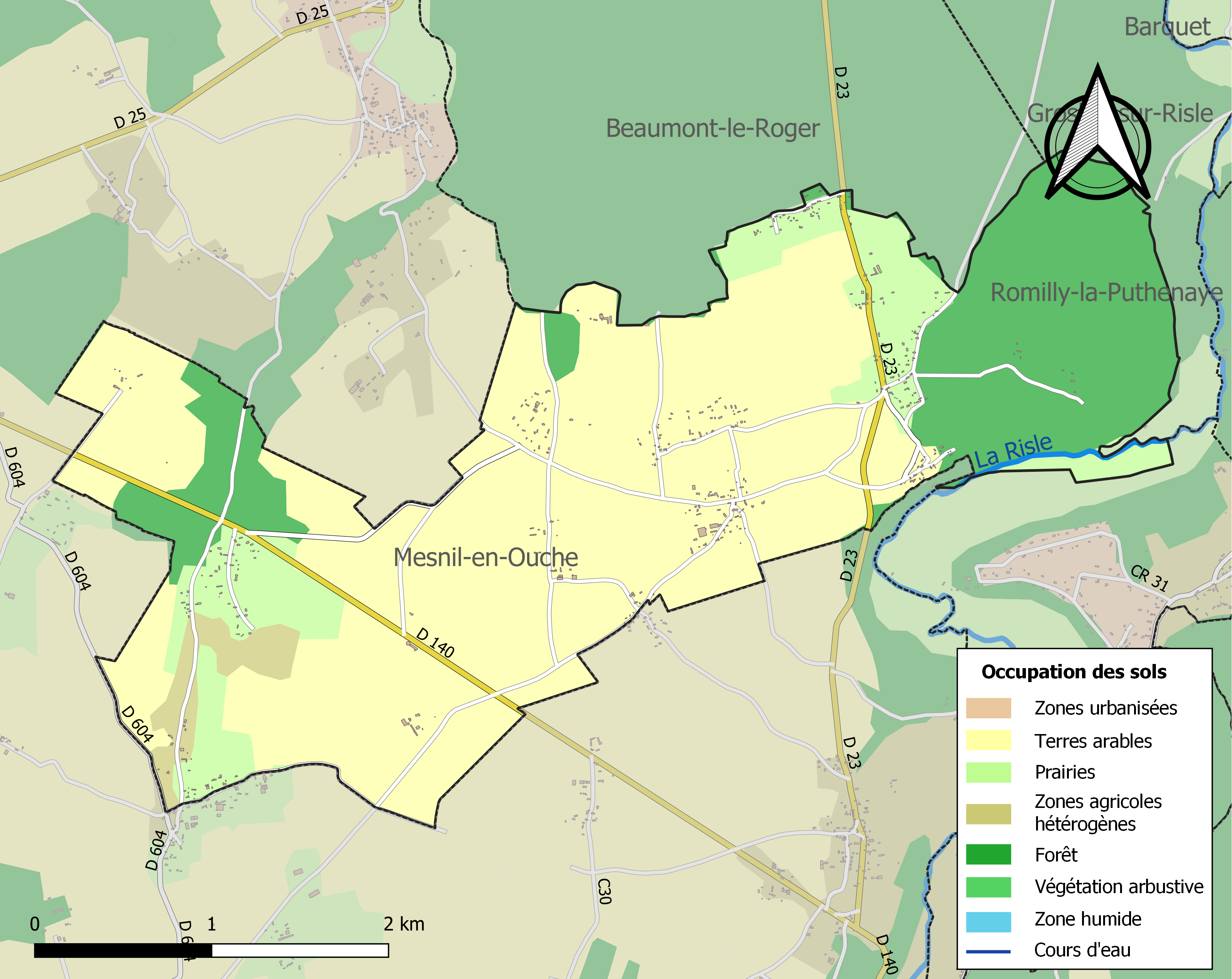
Carte des infrastructures et de l'occupation des sols de la commune en 2018 (CLC).

### Habitat et logement
En 2018, le nombre total de logements dans la commune était de 178, alors qu'il était de 181 en 2013 et de 167 en 2008.
Parmi ces logements, 58,6 % étaient des résidences principales, 37 % des résidences secondaires et 4,5 % des logements vacants. Ces logements étaient pour 96,6 % d'entre eux des maisons individuelles et pour 0 % des appartements.
Le tableau ci-dessous présente la typologie des logements au Noyer-en-Ouche en 2018 en comparaison avec celle de l'Eure et de la France entière. Une caractéristique marquante du parc de logements est ainsi une proportion de résidences secondaires et logements occasionnels (37 %) supérieure à celle du département (6,3 %) et à celle de la France entière (9,7 %). Concernant le statut d'occupation de ces logements, 86,5 % des habitants de la commune sont propriétaires de leur logement (89,2 % en 2013), contre 65,3 % pour l'Eure et 57,5 pour la France entière.
| Typologie                                               | Notre-Dame-du-Hamel | Eure | France entière |
| ------------------------------------------------------- | ------------------- | ---- | -------------- |
| Résidences principales (en %)                           | 58,6                | 85,4 | 82,1           |
| Résidences secondaires et logements occasionnels (en %) | 37                  | 6,3  | 9,7            |
| Logements vacants (en %)                                | 4,5                 | 8,3  | 8,2            |

## Toponymie
Le village est attesté sous les formes latinisées Nucearium (charte de Robert, comte de Meulan), de Nuccario au XIIe siècle, Noetium en 1210 (cartulaire de Lyre): Ce nom est une latinisation médiévale savante du lieu nommé [nuɛje] par la population, issu du vieux français, mentionné pour la première fois vers 1150 sous la forme noiers (au pluriel), puis Noyer en Ouche en 1722 (reg. de la Chambre des comptes), Le Noyer-sur-Rile en 1828 (Louis Du Bois).
Le toponyme est sans doute peu ancien et évoque un arbre remarquable. Les noyers étaient beaucoup plus fréquents autrefois en Normandie qu'ils ne le sont de nos jours.
Après s'être appelée « Noyer » tout court, la commune a pris le nom de Noyer-près-Beaumont à la Révolution.
Le pays d'Ouche est un pays normand qui comprend le nord-est du département de l'Orne et le sud-ouest de celui de l'Eure.
Les anciennes paroisses du Châtelier-Saint-Pierre et de Châtel-la-lune ont été rattachées au Noyer-en-Ouche en 1792.
- Le Châtelier-Saint-Pierre (Chasteler 1215) évoque un endroit fortifié, homonyme des nombreux Catelier / Câtelier de type normand au nord de la ligne Joret. Ce nom n'a bien évidemment aucun rapport avec des fortifications romaines, inexistantes dans les campagnes normandes.
- Châtel-la-Lune (Castrum Lune, XIIe) évoque un château, forme du normand méridional équivalent de Catel (cf. Radicatel) ou Câtel au nord de la ligne Joret. Le sens du mot « lune » en toponymie est obscur[22], mais pourrait venir du terme demi-lune : Dans l’architecture militaire, construction retranchée, placée devant la courtine d’un front bastionné ou d'une motte féodale. Elle est généralement formée de deux faces en angle aigu[23].

Il existe aussi treize hameaux : le Village, la Godinière (anciennement la Gaudinière, d'une famille Gaudin, avec suffixe -ière, caractéristique des formations médiévales tardives dans le sud de la Normandie notamment), le Long-Bois, Bois-Chevreuil, le Milan, le Hamel, la Jouannière (chez les Jouanne), la Brunetière (chez les Brunet), le Fouesnard, la Hermeraye,  Quatre-Houx, la Noë et Grammont.
Le nom du Milan est obscur. En l'absence de formes anciennes, il est difficile de le déterminer. On peut cependant le rapprocher de Guettelan, lieu-dit au Fidelaire (à 9 km), où l'on note la même terminaison -lan, que Jean Renaud considère comme étant le vieux norrois land « terrain », bien qu'on ne dispose également d'aucune forme ancienne. Le mot land étant commun aux langues germaniques, il est impossible de déterminer de quelle langue il s'agit précisément.
Le Hamel représente le mot normand d'origine anglo-saxonne hām, diminutif en -el d'un ancien terme ham « village » et qui a donné le français hameau.
Le Fouesnard peut être interprété de manière conjecturelle, en l'absence de formes anciennes et d'homonymes, comme un composé fou-esnard, c'est-à-dire fou hêtre, forme ancienne du nom de cet arbre utilisée en Normandie, parallèlement à son dérivé futel (cf. le Futel) et foutel. Le second élément -esnard est peut-être le nom de personne d'origine germanique Esnard (germ. Eginhard. cf. Éginard) que l'on retrouve par exemple dans Champenard dans l'Eure ou Mesnil-Esnard en Seine-Maritime. Ce genre d'association d'un nom d'arbre avec un nom de personne se retrouve ailleurs. Fauguernon (Calvados) présente peut-être un parallèle.
Le nom de Quatre-Houx (Catehou 1174, Cathoux s. d.) semble le plus ancien, on est tenté d'y reconnaître un nom en -hou, fréquent en Cotentin, mais plus rare en Haute-Normandie, où l'on dénombre cependant le Conihout (Conihou fin XIIe) à Jumièges et plusieurs le Hou. Il s'agit probablement de l'appellatif vieil anglais hōh signifiant « talon », puis « promontoire en forme de talon, escarpement rocheux, rivage abrupt », ou encore « légère élévation »,,. Le premier élément semble s'expliquer par le nom de personne norrois Kati que l'on rencontre dans Flancourt-Catelon (Catelunti XIIe siècle) ou Catteville (Manche Catevilla vers 1090) aussi nom de plusieurs hameaux en Seine-Maritime.
La Noë s'explique par le vieux français noë, noue qui signifie « terre grasse et humide », terme issu du gallo-roman NAUDA, d'origine gauloise *(s)nauda « terrain marécageux ». On retrouve ce mot dans la Noë-de-la-Barre, ancienne paroisse rattachée à la Barre-en-Ouche en 1792.

## Histoire
Le Châtel-la-Lune était au XIIe siècle un château fort, placé au bord de la terre qui appartenait à Robert Ier de Meulan. Il existait encore en 1526, mais a été ruiné depuis. Robert de Meulan donna vers 1180 le moulin de Châtel-la-Lune au prieuré de la Sainte-Trinité de Beaumont. En 1320, on comptait 80 feux dans la paroisse.
Son ancienne église paroissiale, placée sous le patronage de la Trinité de Beaumont puis de l'Abbé du Bec, était dédiée à saint Jacques et saint Christophe. Elle a été construite par Roger de Beaumont peu avant 1168. Elle a subi d'importants travaux aux XVIe et XVIIe siècles. Elle fut démolie en 1847.
Les amas considérables de laitier, que l'on voit encore au Châtel-la-Lune, prouvent l'existence et l'importance de ses anciennes forges ; mais d'autres documents démontrent qu'au milieu de cette petite agglomération d'habitants, se trouvait le centre d'une fabrication de poteries dont les échantillons anciens sont aujourd'hui aussi rares que recherchés. 
Les potiers de Châtel-la-Lune ont fabriqué des épis de faîtage, des pots, des soupières. Le musée des beaux-arts de Bernay possède quelques belles céramiques de Châtel-la-Lune. Une soupière serait conservée au Musée de Conches[réf. nécessaire].
En 1178, Robert II, comte de Meulan y fonda sous l'invocation de Saint Étienne, le prieuré de Grandmont-lès-Beaumont pour des religieux qui s'occupaient du défrichement et de la culture des terres. Vers 1670, il y avait cinq ou six moines au prieuré de Grandmont et le prieuré de La Bellière (Orne) en était une annexe. Il fut détruit à la Révolution.

## Politique et administration

### Rattachements administratifs et électoraux

#### Rattachements administratifs
La commune se trouve  dans l'arrondissement de Bernay du département de l'Eure.
Elle faisait partie depuis 1801 du canton de Beaumesnil. Dans le cadre du redécoupage cantonal de 2014 en France, cette circonscription administrative territoriale a disparu, et le canton n'est plus qu'une circonscription électorale.

#### Rattachements électoraux
Pour les élections départementales, la commune fait partie depuis 2014 du canton de Bernay
Pour l'élection des députés, elle fait partie de la troisième circonscription de l'Eure.

### Intercommunalité
Le Noyer-en-Ouche était membre de la petite communauté de communes du canton de Beaumesnil, un établissement public de coopération intercommunale (EPCI) à fiscalité propre créé en 1993 et auquel la commune avait transféré un certain nombre de ses compétences, dans les conditions déterminées par le code général des collectivités territoriales. Cette intercommunalité ne regroupait que deux communes.
Dans le cadre des dispositions de la loi portant nouvelle organisation territoriale de la République du 7 août 2015, qui prévoit que les établissements publics de coopération intercommunale (EPCI) à fiscalité propre doivent avoir un minimum de 15 000 habitants, cette intercommunalité a fusionné avec ses voisines  pour former, le 1er janvier 2017, la communauté de communes dénommée Intercom Bernay Terres de Normandie dont est désormais membre la commune.

### Liste des maires
| Période                                  | Période                   | Identité                       | Étiquette | Qualité                               |
| ---------------------------------------- | ------------------------- | ------------------------------ | --------- | ------------------------------------- |
| Les données manquantes sont à compléter. |                           |                                |           |                                       |
| 1792                                     |                           | M. Dubost                      |           |                                       |
| An I                                     |                           | François Haubert               |           |                                       |
| An II                                    |                           | Gabriel Philippe Laisné        |           | Procureur de commune                  |
| An IV                                    | 9 prairial an VIII        | Gabriel Taurin Marais          |           |                                       |
| 9 messidor An VIII                       | 1807                      | Jacques Touquet                |           |                                       |
| 1808                                     | 1811                      | M. Haubert                     |           |                                       |
| 1812                                     | mai 1828                  | M. Lecarpentier                |           |                                       |
| juin 1828                                | 1831                      | Pierre Feugère                 |           | Décédé en fonction le 27 juillet 1831 |
| 1831                                     | 1837                      | Louis François Rouillon        |           |                                       |
| 1838                                     | 1840                      | Guillaume Régnier              |           |                                       |
| 1841                                     | 1843                      | Louis François Rouillon (fils) |           |                                       |
| 1843                                     | 1867                      | Nicolas Désiré Régnier         |           |                                       |
| 1867                                     | 1882                      | André Rouillon                 |           |                                       |
| 1882                                     | 1885                      | Adrien Martin                  |           |                                       |
| 1895                                     | 1900                      | Théophile Picard               |           |                                       |
| 1900                                     | 1900                      | Désiré Béranger                |           |                                       |
| 1900                                     | 1908                      | Albert Dubost                  |           |                                       |
| 1908                                     | 1912                      | Émile Hervieux                 |           |                                       |
| 1912                                     | 1912                      | Jules Castel                   |           |                                       |
| 1912                                     | 1925                      | Charles Sainturette            |           |                                       |
| 1925                                     | 1929                      | Joseph Houdière                |           |                                       |
| 1929                                     | 1945                      | Arthur Vallée                  |           |                                       |
| 1945                                     | 1955                      | Henri Feugère                  |           |                                       |
| 1956                                     | 1982                      | Félix Beaufilz                 |           |                                       |
| 1983                                     | 2001                      | Joseph Pottier                 |           |                                       |
| mars 2001                                | 2014                      | Olivier Dorgère                |           |                                       |
| mars 2014                                | 2020                      | Lydie Pottier                  | DVD       | Fonctionnaire                         |
| mai 2020                                 | 2021                      | Didier Lavril                  |           | Cadre retraité Démissionnaire         |
| juillet 2020,                            | En cours (au 9 mars 2022) | Josette Musset                 |           |                                       |

## Démographie
L'évolution du nombre d'habitants est connue à travers les recensements de la population effectués dans la commune depuis 1793. Pour les communes de moins de 10 000 habitants, une enquête de recensement portant sur toute la population est réalisée tous les cinq ans, les populations de référence des années intermédiaires étant quant à elles estimées par interpolation ou extrapolation. Pour la commune, le premier recensement exhaustif entrant dans le cadre du nouveau dispositif a été réalisé en 2007.

En 2022, la commune comptait 206 habitants, en évolution de −9,25 % par rapport à 2016 (Eure : −0,25 %, France hors Mayotte : +2,11 %).
| 1793 | 1800 | 1806 | 1821 | 1831 | 1836 | 1841 | 1846 | 1851 |
| ---- | ---- | ---- | ---- | ---- | ---- | ---- | ---- | ---- |
| 162  | 488  | 601  | 548  | 596  | 628  | 605  | 564  | 551  |

| 1856 | 1861 | 1866 | 1872 | 1876 | 1881 | 1886 | 1891 | 1896 |
| ---- | ---- | ---- | ---- | ---- | ---- | ---- | ---- | ---- |
| 525  | 546  | 510  | 482  | 450  | 425  | 421  | 386  | 376  |

| 1901 | 1906 | 1911 | 1921 | 1926 | 1931 | 1936 | 1946 | 1954 |
| ---- | ---- | ---- | ---- | ---- | ---- | ---- | ---- | ---- |
| 355  | 357  | 327  | 268  | 275  | 264  | 286  | 293  | 285  |

| 1962 | 1968 | 1975 | 1982 | 1990 | 1999 | 2006 | 2007 | 2012 |
| ---- | ---- | ---- | ---- | ---- | ---- | ---- | ---- | ---- |
| 286  | 232  | 234  | 147  | 177  | 200  | 187  | 185  | 217  |

| 2017 | 2022 | - | - | - | - | - | - | - |
| ---- | ---- | - | - | - | - | - | - | - |
| 228  | 206  | - | - | - | - | - | - | - |

## Culture locale et patrimoine

### Lieux et  monuments
La commune du Noyer-en-Ouche compte plusieurs édifices inscrits à l'inventaire général du patrimoine culturel :
- l'église Notre-Dame (XVIe (?), XVIIIe et XIXe siècles)[41]. À l'intérieur, se trouvent des toiles du XVIIe siècle de Michel Hubert Descours[42], des statues du XVIe siècle. À l'extérieur, se  dresse un vieil if funéraire[réf. nécessaire] ;
- l'église Saint-Pierre (XVe, XVIe et XVIIe siècles) au lieu-dit le Châtellier Saint-Pierre[43]. Le chœur de l'église date du XVe siècle, les percements ont été remaniés au XVIe siècle et le mur ouest a été reconstruit au XVIIe siècle ;
- le presbytère (XVIIIe) au lieu-dit le Châtel-la-Lune[44] ;
- le prieuré de grandmontains dit Saint-Étienne (XIIe (détruit), XVIIe et XIXe siècles) au lieu-dit Grammont[45]. Aujourd'hui, il reste une cave voûtée en berceau plein cintre, renforcé par deux arcs doubleaux. Sur le mur en face de l'escalier se trouve le départ d'une fenêtre coupée au départ de l'arc ; cette fenêtre est bouchée. Il reste en outre, le pignon Ouest de l'église sur une hauteur d'environ un mètre. Une fort belle entrée du XVIIe siècle subsiste ainsi qu'un pigeonnier, mais leur état est critique ;
- un édifice fortifié des XIIe, XVIIe et XVIIIe siècles au lieu-dit la Jouannière[46]. Du XIIe siècle, ne subsistent que les douves. Quant au manoir et aux bâtiments agricoles, ils datent des XVIIe et XVIIIe siècles ;
- trois manoirs : un des XVIIe et XVIIIe siècles au lieu-dit la Noé[47], un autre des XVIIIe et XIXe siècles au lieu-dit le Châtellier Saint-Pierre[48] et un dernier des XVIIe et XIXe siècles au lieu-dit le Bois Chevreuil[49] ;
- trois maisons : une du XVIIIe siècle au lieu-dit le Milan[50] et deux du XIXe siècle[51],[52] ;
- une maison de forestier du XIXe siècle au lieu-dit Grammont[53].

Sont également inscrits à cet inventaire trois édifices qui étaient situés au lieu-dit le Châtel-la-Lune et qui sont aujourd'hui détruits : un château fort des XIIe et XVIe siècles, le prieuré de bénédictins Saint-Christophe du XIIe siècle et l'église Saint-Christophe-Saint-Jacques des XIIe et XVIe siècles.

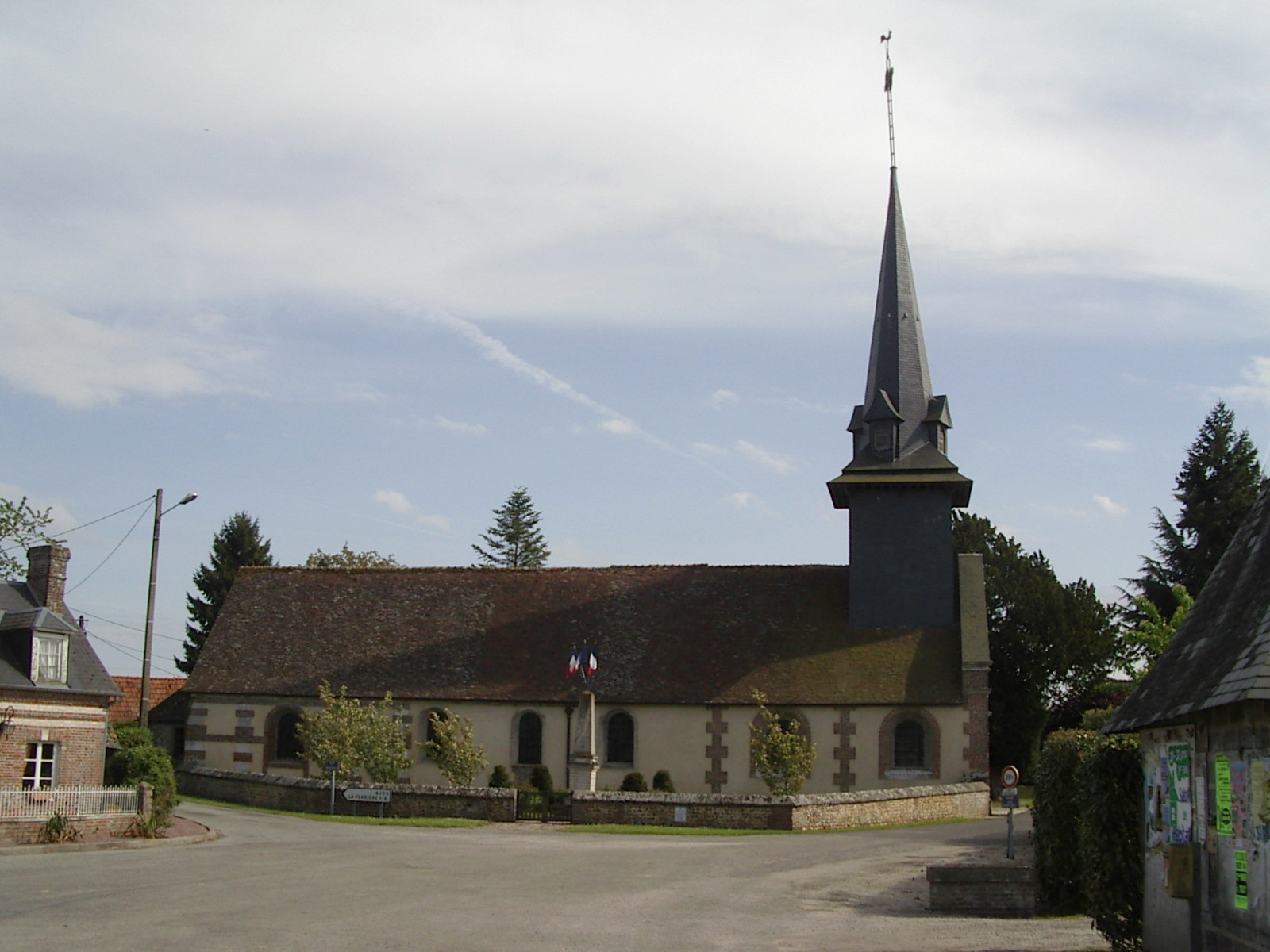
L'église Saint-Pierre
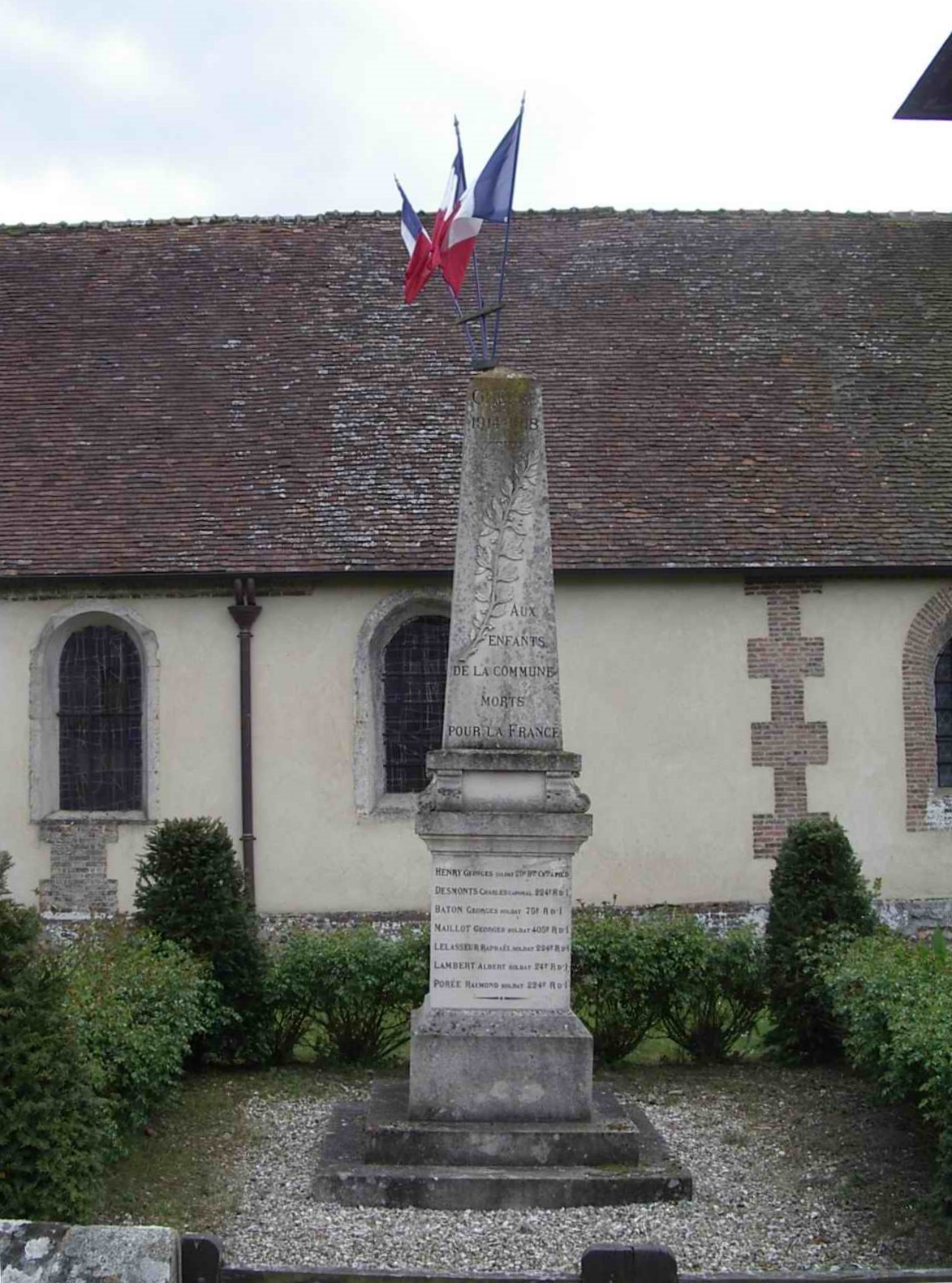
Monument aux morts.